# Emile Seipgens
Emile Anton Hubert Seipgens (Roermond, 16 augustus 1837 - Leiden, 25 juni 1896) was een Nederlandse schrijver en dichter. Hij schreef vooral korte verhalen en toneelstukken. Doorgaans schreef hij over Limburg, de provincie waar hij opgroeide.

## Levensloop
Seipgens was de zoon van een bierbrouwer. Na zijn lagereschooltijd zat hij enige tijd op het internaat Rolduc. Er zijn geen aanwijzingen dat hij voorbestemd was om priester te worden; Rolduc stond in die tijd ook open voor niet-priesterkandidaten. Na vier jaar stapte hij over naar het Bisschoppelijk College te Roermond, waar hij zijn gymnasiumopleiding voltooide. Na zijn eindexamen volgde hij een jaarlang zonder veel succes een opleiding tot notaris. In 1856 trad hij bij de bierbrouwerij van zijn vader in dienst. Vanaf 1859 had hij er, samen met een zwager, de feitelijke leiding.
In 1860 trouwde hij met Anna Maria Berentzen. Ze kregen vier kinderen.
In 1874 besloot hij de brouwerij vaarwel te zeggen en zich aan zijn roeping te wijden. Hij ging Duits studeren in Göttingen. Een jaar later keerde hij terug en legde in Den Haag met goed gevolg het staatsexamen voor de MO-akte Duitse taal- en letterkunde af.
Daarna was hij leraar Duits aan hbs’en in achtereenvolgens Tiel (1876), Zutphen (later in 1876) en Leiden (1883). In Leiden raakte hij bevriend met de hoogleraar Nederlands Jan ten Brink. Vanaf 1893 tot zijn overlijden op 25 juni 1896 was Seipgens secretaris van de Maatschappij der Nederlandsche Letterkunde. Net als zijn vriend Ten Brink heeft hij de Leidse begraafplaats Groenesteeg als laatste rustplaats.

## Schrijversloopbaan

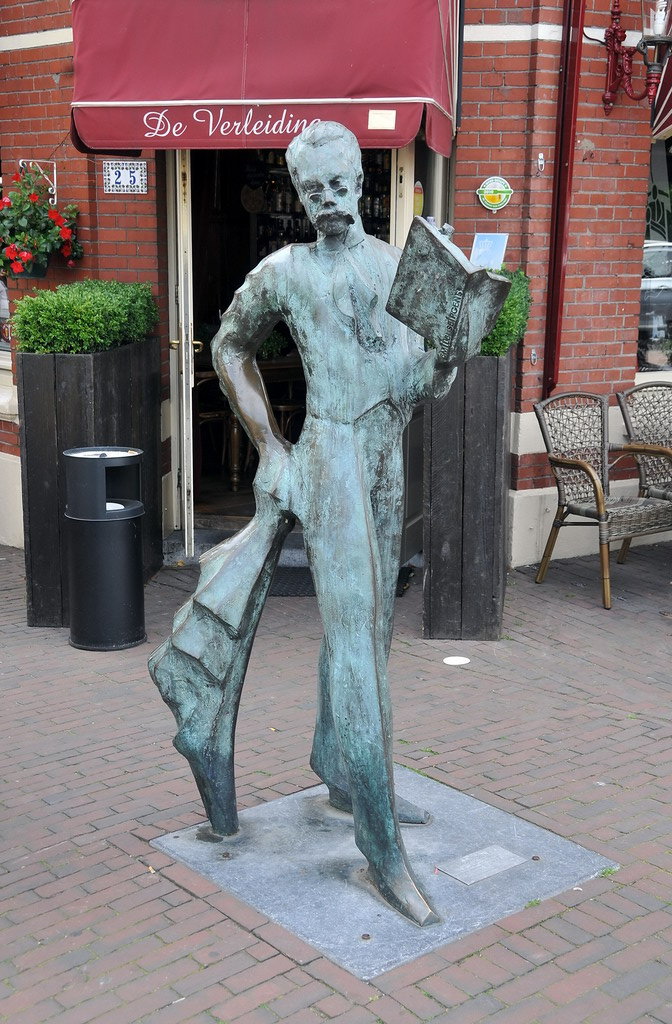
Standbeeld van Seipgens in Roermond

Al op jeugdige leeftijd schreef Emile Seipgens gedichten. In 1855 richtte hij met twee andere jeugdige dichters het Letterkundig Genootschap ‘De Lelie’ op. In 1858 gaven ze samen een dichtbundel uit. Vóór die tijd had Seipgens echter al zijn debuut gemaakt met een gedicht in de Volks-almanak voor Nederlandsche Katholieken in het jaar des Heeren 1857. In datzelfde jaar gaf een Roermondse drukker de eerste verhalenbundel van Seipgens uit: Limburgsche legenden.
Seipgens schreef meer gedichten, zowel in het ABN als in het Roermondse dialect, maar hij publiceerde er maar weinig van. Er is nooit een bundel met alleen gedichten van zijn hand verschenen.
Toen De Lelie wegens teruglopende belangstelling was opgedoekt, werd Seipgens lid van de sociëteit Amicitia en van de ‘Société Dramatique et Littéraire de Ruremonde’, de Roermondse toneelvereniging. Die verenigingen stonden bekend als liberale bolwerken binnen het katholieke Roermond. Voor de toneelvereniging schreef hij het libretto bij de opera buffa Schinderhannes, die in Roermond nog steeds regelmatig wordt opgevoerd. Alle personen in de opera spreken en zingen in het Roermondse dialect, alleen de duivel spreekt ABN.
Seipgens schreef nog twee stukken in het Roermondse dialect. Van één daarvan, Eine Franse kreegsgevangene, maakte hij later een Nederlandse vertaling. In 1873 behaalde de Société Dramatique met deze versie van het stuk de eerste prijs bij een concours in Brussel. Seipgens speelde zelf ook mee.
Ook toen hij weg was uit Roermond, bleef hij in diverse tijdschriften verhalen over Limburg publiceren. Veel van die bijdragen werden later herdrukt in verhalenbundels. Seipgens' bekendste verhaal is De kapelaan van Bardelo. Het verhaal werd in 1880 in afleveringen gepubliceerd in het weekblad Eigen Haard en is later herdrukt in de bundel Uit Limburg (1881). Dit verhaal over een kapelaan die steeds meer twijfels krijgt over zijn roeping en op zijn sterfbed de laatste sacramenten weigert, bracht de schrijver in botsing met de Rooms-Katholieke Kerk. Vanaf de Limburgse kansels werden de gelovigen opgeroepen hun abonnement op Eigen Haard op te zeggen. In het Lectuur-Repertorium, een lijvig boekwerk waarin alle Nederlandse boeken werden beoordeeld op hun geschiktheid voor katholieken, was De kapelaan van Bardelo ingedeeld in de categorie ‘Boeken die door de algemene regelen der Kerkelijke wet verboden zijn’; dat zijn de boeken die nog net niet op de Index staan.
Seipgens kwam nog tweemaal terug op hetzelfde thema. In Jean (in 1889 gepubliceerd in De Gids en herdrukt in 1893 in Jean, ’t Stumpke, Hawioe-Ho) worstelt een priester met het celibaat. In Seipgens' enige roman Daniël wordt de hoofdpersoon uiteindelijk géén priester.
Seipgens heeft Daniël niet voltooid. Het is door twee (anoniem gebleven) vrienden afgemaakt en in 1897 postuum gepubliceerd.
De katholieke pers heeft Seipgens nooit kunnen vergeven. Ter gelegenheid van zijn dood schreef de Maas- en Roerbode van 27 juni 1896:
‘Ofschoon wij hulde brengen aan het letterkundig talent van den overledene, betreuren wij nochtans dat verschillende zijner werken een geest ademen in strijd met onze Katholieke beginselen.’
Na zijn Roermondse tijd schreef Seipgens nog drie toneelstukken in het Nederlands. Eén ervan (Philips van Artevelde, Ruwaard van Vlaanderen) is nooit gepubliceerd. De critici oordeelden overwegend negatief.

### Verhalenbundels
- Limburgsche legenden, J. Timmermans, Roermond, 1857
- Uit Limburg: Novellen en schetsen, J. Rinkes, Arnhem, 1881
- In en om het kleine stadje: Limburgsche schetsen en novellen, P.N. van Kampen & Zoon, Amsterdam, 1887
- Langs Maas en Geul, P.N. van Kampen & Zoon, Amsterdam, 1890
- Jean, ’t Stumpke, Hawioe-Ho, P.N. van Kampen & Zoon, Amsterdam, 1893
- Een wilde-rozenkrans, P.N. van Kampen & Zoon, Amsterdam, 1894
- Een immortellenkrans, P.N. van Kampen & Zoon, Amsterdam, 1897

### Roman
- Daniël, P.N. van Kampen & Zoon, Amsterdam, 1897

### Toneelwerken en libretti
- Schinderhannes, J. Timmermans, Roermond, 1864
- De leste schlaag of Vrije verkiezingen in Limburg, J. Raemaekers, Roermond, 1872
- Een Fransch krijgsgevangene, G.Theod. Bom, Amsterdam, 1873
- De watermolen aan de Vlierbeek, G.Theod. Bom, Amsterdam, 1875
- Rooie Hannes, Laurens van Hulst, Kampen, 1889

### Recente edities
- De kapelaan van Bardelo, Corrie Zelen, St. Odiliënberg, 1977
- In en om het kleine stadje: Limburgsche schetsen en novellen, Boekhandel Willems, Roermond, 1979